# Giacomo Stewart, duca di Ross
Giacomo Stewart, duca di Ross (circa 1476 – gennaio 1504), è stato un nobile e arcivescovo cattolico scozzese, erede al trono di Scozia dal 1488 alla morte.
Fratello minore di re Giacomo IV di Scozia, fu sempre da lui tenuto lontano dal potere per non interferire con la sua autorità, nonostante Giacomo di Ross sia rimasto per tutta la vita il suo erede diretto. Fu nominato duca di Ross dal padre Giacomo III, che pare lo favorisse. Dopo una lunga reggenza-prigionia impostagli dal fratello, egli gli conferì il titolo di arcivescovo di St. Andrews, probabilmente per renderlo ecclesiastico ed escluderlo così dalla successione. Fu comunque compensato con molti titoli minori, come lord cancelliere di Scozia e legato papale.
Giacomo di Ross morì ancora giovane nel 1504, senza aver mai detenuto alcun potere politico effettivo. La sua influenza maggiore ebbe luogo nel mondo artistico, poiché fu di ispirazione a Ludovico Ariosto per il suo Orlando furioso, venendo trasposto nel personaggio di Zerbino.

## Biografia

### Origini e infanzia
Era il secondo figlio di re Giacomo III di Scozia e di sua moglie Margherita di Danimarca. Il suo esatto anno di nascita non è noto, ma è collocabile tra il 1475 e il 1477. Fatto peculiare, venne battezzato con lo stesso nome del fratello maggiore, il futuro Giacomo IV di Scozia; nel regno di Scozia tardo-medievale non era comunque raro che in una famiglia ci fossero due o anche tre figli con lo stesso nome.
In quanto figlio del sovrano regnante, al momento del battesimo fu creato marchese di Ormond, e poi conte di Ross nel 1481, dopo che il titolo era stato ceduto alla corona da John Islay, signore delle Isole. Durante l'infanzia fu affidato alle cure di George Shaw, abate di Paisley, ricevendo quindi probabilmente un'educazione religiosa. Nel 1487 il padre cercò di negoziare un matrimonio tra Giacomo di Ross e la principessa Caterina di York, figlia di re Edoardo IV d'Inghilterra, per legarsi alla casa reale inglese, ma il fidanzamento infine non si concretizzò. Il 29 gennaio 1488 fu elevato a duca di Ross, guadagnando anche i titoli di conte di Ardmannoch e signore di Brechin e Navar (che già comunque deteneva da alcuni anni, ma che vennero ufficializzati solo in quest'occasione). Pare che suo padre lo favorisse a scapito del primogenito, il principe ereditario Giacomo, che per questo per tutta la vita provò del risentimento verso il fratello minore; non è quindi improbabile che il timore di essere diseredato in favore del fratello omonimo fosse stato uno dei motivi che spinse l'erede al trono verso l'aperta ribellione contro il sovrano.

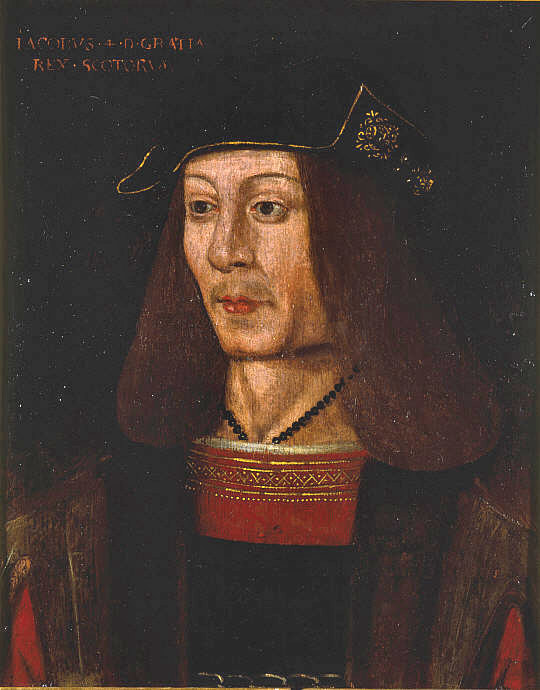
Ritratto anonimo (circa XVII secolo) di re Giacomo IV di Scozia, fratello maggiore e rivale di Giacomo di Ross

### Succube del fratello
Poco dopo, la morte del padre Giacomo III alla battaglia di Sauchieburn dell'11 giugno 1488 cambiò radicalmente la vita del giovane duca di Ross. All'ascesa del fratello maggiore Giacomo IV di Scozia, che aveva affrontato il padre a Sauchieburn come capo dello schieramento ribelle, Giacomo di Ross fu allontanato dalla corte e affidato alle cure di Patrick Hepburn, I conte di Bothwell, partigiano del nuovo sovrano, rimanendo suo ospite (o meglio prigioniero) per gli anni successivi. La custodia di Giacomo di Ross divenne al centro di vari intrighi negli anni successivi: ad esempio John Ramsay, signore Bothwell ed ex-favorito del defunto Giacomo III, divenuto una spia al soldo degli inglesi, nel 1491 cercò di rapire il duca di Ross e suo fratello il re per consegnarli ad Enrico VII d'Inghilterra, ma il tentativo non ebbe successo.
Come re, Giacomo IV rimase sempre molto sospettoso della lealtà di suo fratello Ross nei suoi confronti. All'incirca nel 1497 lo nominò quindi arcivescovo di St. Andrews, per tenerlo sotto controllo ed evitare che si ribellasse, e potenzialmente per escluderlo dalla successione al trono: il futuro Giacomo V di Scozia, suo successore, sarebbe infatti nato solo otto anni dopo la morte del duca, che rimase il presunto erede al trono durante tutta la propria vita. Altri non interpretano così la nomina di Giacomo di Ross ad arcivescovo, ritenendo invece che fosse avvenuta per far occupare l'importante posizione da un membro della famiglia reale, unico ritenuto degno di essa e affidabile dal sovrano.
L'elevazione ad arcivescovo di Giacomo di Ross presentava tuttavia diverse problematiche, e pare che destasse molto scandalo. Il principe era ancora minorenne al momento della nomina arciepiscopale, e quindi le entrate dell'arcivescovado sarebbero state controllate direttamente dal sovrano. A livello legale inoltre il principe non poteva ufficialmente figurare come "arcivescovo", poiché l'età minima per ricoprire tale posizione all'epoca era di trent'anni, quindi verosimilmente Giacomo di Ross ricoprì un ruolo più affine ad un amministratore laico piuttosto che a quello di un ecclesiastico (anche se le informazioni in merito sono molto scarse). Alcune transazioni conservate dal clan Mackenzie testimoniano che comunque il duca amministrava effettivamente i territori della sua diocesi.

### Viaggio in Italia e morte
Nel dicembre 1497 è comunque registrato il viaggio che Giacomo di Ross intraprese verso Roma per ottenere la conferma della propria nomina. Papa Alessandro VI, data la particolare posizione del duca di Ross, dispose un'eccezione rispetto a quanto stabilito dal concilio Lateranense III in merito alle nomine ecclesiastiche e lo confermò arcivescovo, rendendolo anche commendatario dell'abbazia di Holyrood. Ross lo divenne in seguito anche di altre abbazie, al fine di ricevere le ricche rendite connesse alla carica. Durante il soggiorno in Italia entrò in contatto con la cultura rinascimentale, incontrando anche Ludovico Ariosto, che rimase molto colpito da lui.
Rientrato in patria, Giacomo di Ross divenne, dietro nomina di Alessandro VI, anche legato papale in Scozia nel 1500, assurgendo poi al titolo di lord cancelliere di Scozia nel 1502, segno di una certa riconciliazione col sovrano. All'inizio del 1503 ricevette il titolo di commendatario dell'abbazia di Dunfermline, e il 13 maggio successivo rinunciò alla maggior parte dei propri titoli nobiliari in favore della Corona scozzese in cambio del mantenimento delle rendite; continuò comunque a detenere alcuni limitati possedimenti nei suoi ex-feudi (come il castello di Dingwall, sua residenza prediletta) con lo scopo di mantenere i vecchi titoli nobiliari per ragioni di cortesia.
Morì nemmeno trentenne nel gennaio 1504 (non è noto con esattezza il giorno) per cause sconosciute. Data la sua posizione di arcivescovo (anche se, con tutta probabilità, non fu mai consacrato), fu tumulato il successivo 29 gennaio nel presbiterio della cattedrale di Saint Andrews, sua sede episcopale. Gli successe sia come arcivescovo che come lord cancelliere un nipote illegittimo, Alexander Stewart; il titolo di duca di Ross invece si estinse, venendo brevemente riassegnato nel 1514 ad Alexander Stewart, figlio postumo di Giacomo IV, che tuttavia morì ancora bambino.

## Discendenza
Di Giacomo non sono noti né mogli né figli. Essendo poi membro del clero, è comunque improbabile che avesse avuto la possibilità di contrarre matrimonio.

## Ascendenza
|                                 |                       |                                | Genitori                                  |  |  | Nonni |  |  | Bisnonni            |  |  | Trisnonni             |  |
|                                 |                       |                                |                                           |  |  |       |  |  | Giacomo I di Scozia |  |  | Roberto III di Scozia |  |
|                                 |                       |                                |                                           |  |  |       |  |  | Giacomo I di Scozia |  |  | Roberto III di Scozia |  |
|                                 |                       | Annabella Drummond             |                                           |  |  |       |  |  | Giacomo I di Scozia |  |  |                       |  |
| Giacomo II di Scozia            |                       |                                |                                           |  |  |       |  |  | Giacomo I di Scozia |  |  |                       |  |
|                                 |                       | Giovanna Beaufort              | John Beaufort, I conte di Somerset        |  |  |       |  |  |                     |  |  |                       |  |
|                                 |                       | Giovanna Beaufort              | John Beaufort, I conte di Somerset        |  |  |       |  |  |                     |  |  |                       |  |
|                                 |                       | Giovanna Beaufort              | Margaret Holland                          |  |  |       |  |  |                     |  |  |                       |  |
| Giacomo III di Scozia           |                       | Giovanna Beaufort              |                                           |  |  |       |  |  |                     |  |  |                       |  |
|                                 |                       | Arnoldo di Egmond              | Giovanni II di Egmond                     |  |  |       |  |  |                     |  |  |                       |  |
|                                 |                       | Arnoldo di Egmond              | Giovanni II di Egmond                     |  |  |       |  |  |                     |  |  |                       |  |
|                                 |                       | Arnoldo di Egmond              | Maria di Arkel                            |  |  |       |  |  |                     |  |  |                       |  |
| Maria di Gheldria               |                       | Arnoldo di Egmond              |                                           |  |  |       |  |  |                     |  |  |                       |  |
|                                 |                       | Caterina di Kleve              | Adolfo I di Kleve                         |  |  |       |  |  |                     |  |  |                       |  |
|                                 |                       | Caterina di Kleve              | Adolfo I di Kleve                         |  |  |       |  |  |                     |  |  |                       |  |
|                                 |                       | Caterina di Kleve              | Maria di Borgogna                         |  |  |       |  |  |                     |  |  |                       |  |
| Giacomo Stewart, duca di Ross   |                       | Caterina di Kleve              |                                           |  |  |       |  |  |                     |  |  |                       |  |
|                                 | Dietrich di Oldenburg | Cristiano V di Oldenburg       |                                           |  |  |       |  |  |                     |  |  |                       |  |
|                                 | Dietrich di Oldenburg | Cristiano V di Oldenburg       |                                           |  |  |       |  |  |                     |  |  |                       |  |
|                                 | Dietrich di Oldenburg | Agnes di Holstein              |                                           |  |  |       |  |  |                     |  |  |                       |  |
| Cristiano I di Danimarca        | Dietrich di Oldenburg |                                |                                           |  |  |       |  |  |                     |  |  |                       |  |
|                                 |                       | Edvige di Holstein             | Gerardo IV, conte di Holstein             |  |  |       |  |  |                     |  |  |                       |  |
|                                 |                       | Edvige di Holstein             | Gerardo IV, conte di Holstein             |  |  |       |  |  |                     |  |  |                       |  |
|                                 |                       | Edvige di Holstein             | Caterina Elisabetta di Brunswick-Lüneburg |  |  |       |  |  |                     |  |  |                       |  |
| Margherita di Danimarca         |                       | Edvige di Holstein             |                                           |  |  |       |  |  |                     |  |  |                       |  |
|                                 |                       | Giovanni l'Alchimista          | Federico I di Brandeburgo                 |  |  |       |  |  |                     |  |  |                       |  |
|                                 |                       | Giovanni l'Alchimista          | Federico I di Brandeburgo                 |  |  |       |  |  |                     |  |  |                       |  |
|                                 |                       | Giovanni l'Alchimista          | Elisabetta di Baviera-Landshut            |  |  |       |  |  |                     |  |  |                       |  |
| Dorotea di Brandeburgo-Kulmbach |                       | Giovanni l'Alchimista          |                                           |  |  |       |  |  |                     |  |  |                       |  |
|                                 |                       | Barbara di Sassonia-Wittenberg | Rodolfo III di Sassonia-Wittenberg        |  |  |       |  |  |                     |  |  |                       |  |
|                                 |                       | Barbara di Sassonia-Wittenberg | Rodolfo III di Sassonia-Wittenberg        |  |  |       |  |  |                     |  |  |                       |  |
|                                 |                       | Barbara di Sassonia-Wittenberg | Barbara di Legnica                        |  |  |       |  |  |                     |  |  |                       |  |
|                                 |                       | Barbara di Sassonia-Wittenberg |                                           |  |  |       |  |  |                     |  |  |                       |  |

## Influenza culturale

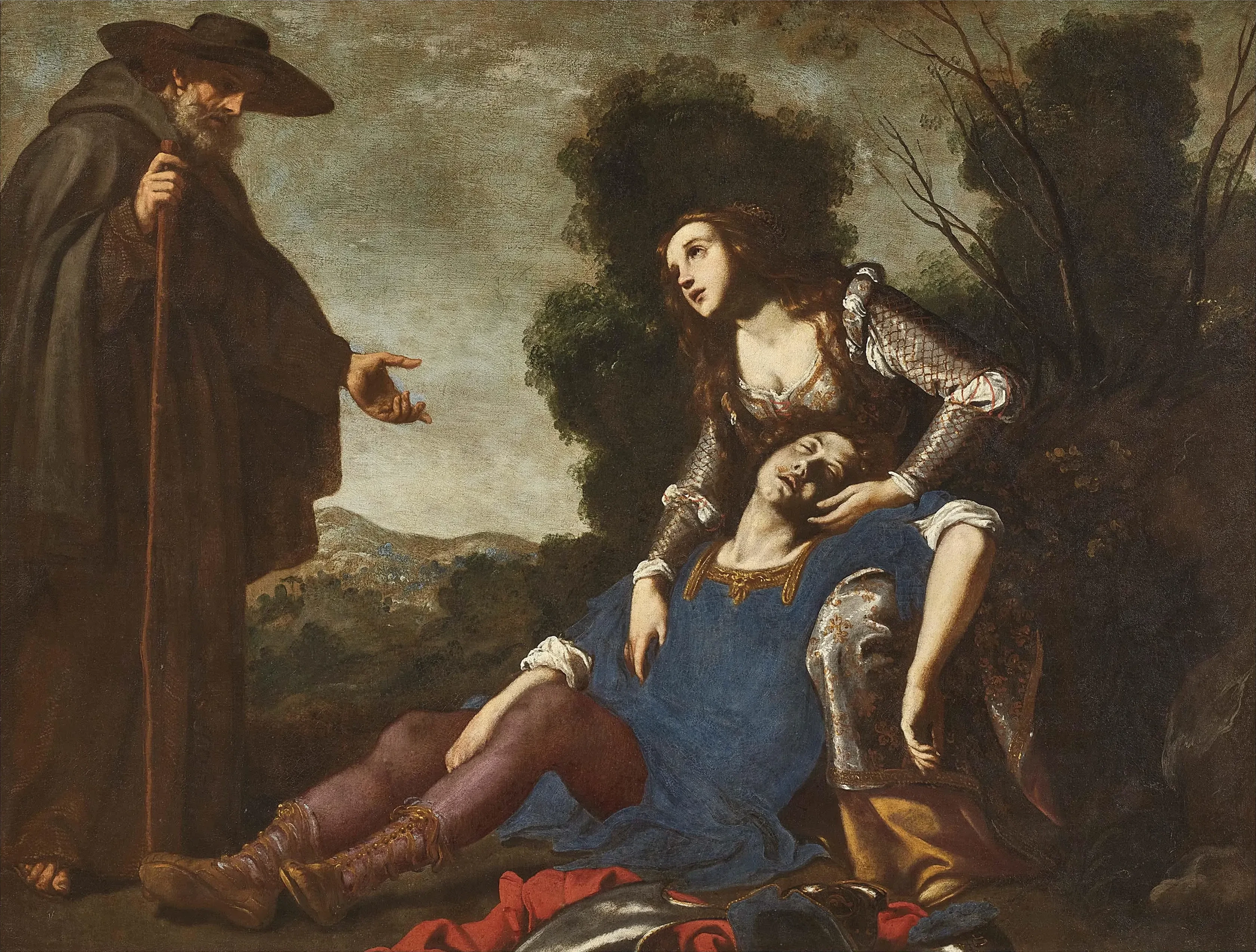
La morte di Zerbino, dipinto di Jacopo Vignali

Giacomo di Ross, anche se indirettamente, influenzò molto la cultura letteraria rinascimentale. Durante il suo viaggio in Italia del 1497-1498 ebbe modo di conoscere Ludovico Ariosto, che rimase favorevolmente colpito dalla bellezza, dal portamento e dall'intelligenza del giovane principe scozzese. In seguito, mentre componeva il suo Orlando furioso, Ariosto traspose la figura di Ross in quella di Zerbino, uno dei protagonisti dell'opera. Soprattutto la sua introduzione nel canto X del poema richiama in maniera molto evidente il suo ispiratore:
(Orlando furioso, canto X, ottava 84)

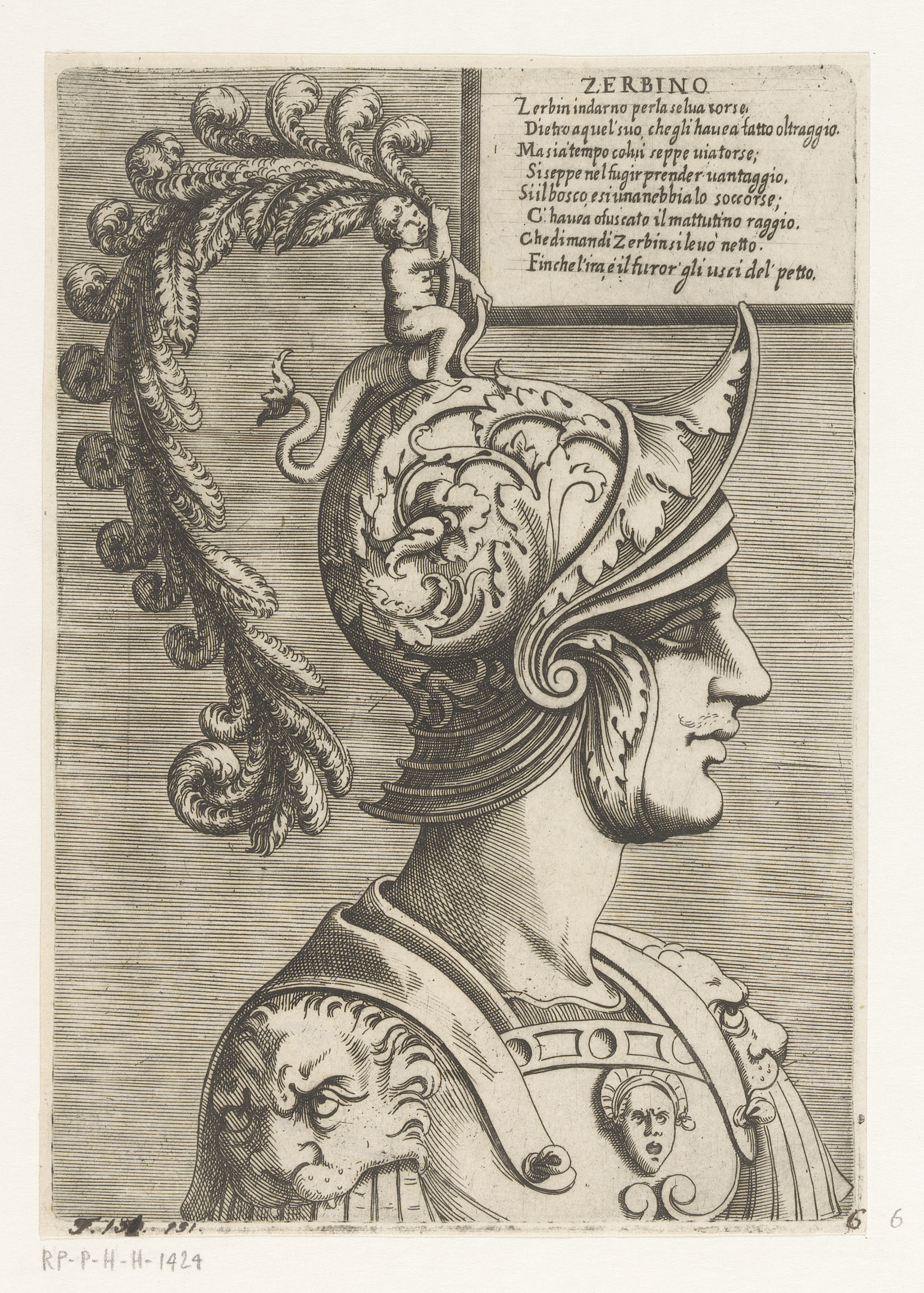
Illustrazione di Zerbino in un'edizione cinquecentesca dell'Orlando furioso

Nella finzione letteraria, Zerbino/Giacomo è stato richiamato alle armi da Carlo Magno per combattere l'esercito saraceno in procinto di attaccare l'Europa cristiana, e il principe scozzese si unisce alla guerra assieme agli altri feudatari scozzesi e a un poderoso esercito. Ariosto si prese comunque molte libertà artistiche, come rendere il duca di Ross (Roscia) figlio del re anziché suo fratello com'era nella realtà, e fargli compiere svariate imprese cavalleresche ormai impensabili per un nobile dell'età moderna. Il personaggio di Zerbino riscosse l'interesse del pubblico rinascimentale: trascendendo la sua opera d'origine, fu il soggetto di numerosi dipinti e influenzò anche la lingua italiana, poiché il termine zerbino divenne inizialmente sinonimo di "damerino" proprio in riferimento al personaggio ariostesco, salvo poi evolversi in maniera spregiativa per indicare un individuo passivo e sottomesso nei confronti degli altri.

### Annotazioni
1. ↑  Già conte di Ross dal 1481, titolo in seguito elevato.
2. ↑  Si riporta anche la voce Treccani: Zerbinesco, in Treccani.it – Vocabolario Treccani on line, Roma, Istituto dell'Enciclopedia Italiana. Ad essa infatti si collega l'avverbio zerbinescamente, il quale si addice al personaggio dell'Orlando furioso.

### Riferimenti
1. 1 2 3 4 5  Balfour Paul 1910, p. 245.
2. 1 2 3 4 5 6  (EN) 6, sez. C, su Scotland Kings, fmg.ac.
3. 1 2 3 4 5 6  (EN) G. Harvey Johnston, The Royal Stewarts, Senior Line, in The Heraldry of the Stewarts, Edimburgo e Londra, W. & A. K. Johnston, 1906,  p. 27.
4. 1 2 3 4 5 6 7 8 9 10 11  Henderson 1898, p. 295.
5. ↑  (EN) George Fraser Black, The Surnames of Scotland, 1946.
6. 1 2 3 4 5 6 7 8 9  Balfour Paul 1910, p. 246.
7. ↑  (EN) William E. Baumgaertner, 1488 - Discord in Scotland and France, in A Time-Line of Fifteenth Century England, Vittoria, Trafford Publishing, 2002, ISBN 9781426906381.
8. 1 2 3 4 5 6  Kaufman 1982, p. 92.
9. 1 2 3 4  Mackenzie 1904, p. 114.
10. 1 2 3  Orlando furioso.
11. ↑    Zerbino, su it.wiktionary.org.
12. ↑   Zerbino, su unaparolaalgiorno.it, 22 febbraio 2018.

### Opere letterarie
- Ludovico Ariosto, Canto X, in Santorre Debenedetti (a cura di), Orlando furioso, 1928  [1516].

### Testi storici
- (EN) sir James Balfour Paul, Stewart, Duke of Ross, in The Scots Peerage, VII, Edimburgo, David Douglas, 1910,  pp. 245-246.
- (EN) Thomas Finlayson Henderson, Stewart, James (1476?-1504), in Dictionary of National Biography, 1885-1900, vol. 54, Londra, Smith, Elder & Co., 1898,  p. 295.
- (EN) Peter Iver Kaufman, Piety and Proprietary Rights: James IV of Scotland, 1488-1513, in The Sixteenth Century Journal, vol. 13, n. 1, University of Chicago Press, primavera 1982,  p. 92, JSTOR 2539919.
- (EN) Alexander Mackenzie, History of the Mackenzies, Inverness, A. & W. Mackenzie, 1904,  p. 114.